# آلام جحا
آلام جحا رواية للكاتب المصري محمد فريد أبو حديد  صدرت عام 1948 عن دار المعارف في كتاب يحتوي 22 فصل في 165 صفحة. كان أبو حديد قد أصدر رواية بعنوان «جحا في أردبيل» وأخرى بعنوان «جحا في جامبولاد» ونشرا أول مرة في سلسلة «اقرأ» عام 1947 ثم أعيد نشرهما في كتاب واحد تحت عنوان «آلام جحا» عام 1963.
في هذا الكتاب يقدم المؤلف شخصية جحا قد بلغ الأربعين من العمر، وأنجب طفلَين من زوجته الفظَّة الكريهة التي تَجلِده بلسانها ليلَ نهار، وآلامه التي يقصها بنفسه مبينا كيف تقاذفته أمواج الحياة بين أفراح وأحزان كان شعوره إزاءها واحدا لم يتغير إلى أن من الله عليه في النهاية بالسكينة التي كان مبعثها الاستسلام لله ثقة به ورضا بقضائه.

## نقد وتعليقات
كتبت وفاء محمود على موقع صحيفة الأهرام في 12 أبريل 2022: "يقول جحا: عكفت في شهر رمضان على كتابة هذه الأوراق عن حكايتى، أتسلى بها بين قيامى وسحورى، لعل كلمة فيها تسرى عن الناس هما، أو تدخل إلى قلبهم سرورا، أو لعل خاطرة تخطر على قلبهم عند قراءتها تحمل إليهم حكمة أو عبرة، لعل الله يجعل لى منها ثوابا إذا ترحم الناس على كاتبها جيلا بعد جيل! ما كتبه جحا هنا ليس نوادره الذكية، ومواقفه الضاحكة، التي لا تخلو من المفارقات، التي تظهر الحزق الشديد أو الحماقة البلهاء، ولكنه كتب عن معاناته وآلامه في الوصول إلى السعادة الشخصية، والتواؤم مع المجتمع، في كتاب آلام جحا الذي أعده للنشر الكاتب الكبير (محمد فريد أبو حديد)، صاحب الجهد الأدبى والإسلامى المشرف، الذي أترحم عليه دائما في صلاتى لفضله الكبير وأثره على فكري، عندما اطلعت على كتبه في مكتبة والدي العامرة. تناول العديد من الكتاب عبر التاريخ مسيرة جحا ونوادره، واطلعت منها على كتاب المفكر الكبير (عباس محمود العقاد) عن جحا "الضاحك المضحك"  الذي تناول فيه دراسة شاملة عن الضحك وفلسفته وماهيته، ويحلل فيه أهم الشخصيات التاريخية الضاحكة، ومنها (جحا) وعندما قرأت الكتاب في طفولتى لم أهتم إلا بالنوادر الطريفة المضحكة لجحا، بغرض التسلية والترفيه، بينما في كتاب آلام جحا وإن لم يخل من الطرافة والضحك، إلا أن فيه معانى مهمة عن معاناة الإنسان في البحث عن معنى لحياته، وأين تكمن السعادة، أهى في الخيال المثالي؟ أم في الواقع؟ وهل عليه أن يعيش في الوهم والمثال ويكتفى بذلك؟ أم عليه أن يرضى بالواقع المر ويتأقلم معه؟ هذه آلام حجا الموجعة في البحث عن المعنى كما أراها، وهي الخاطرة التي خطرت على قلبى، وتمناها جحا لأترحم عليه! بدأت آلام جحا وصراعه العقلى والنفسى بعد زواجه من (ريمه) النكدية سليطة اللسان، ومعها يحن لحبه القديم (علية)، وعندما مر به موكب ابنة السلطان وهو جالسا يتأمل جمال الطبيعة والوجود، وسارحا في ملكوت الله، اقترب من الموكب ليرى ابنة السلطان وجمالها النادر فصاح إنها علية، ربة الجمال في عين جحا، فيقول هانت عندى الحياة وما فيها من هموم صغيرة، حقا ما أصغر هموم الحياة.
لم يعرف الإنسان - كما أرى - لوثة أجمل من مشاعر الحب، فجحا الذي يهيم بالجمال في كل ما يحيط به، فهو الباحث عنه في أبسط الأشياء وأدق الكائنات، من الذباب والنحل إلى المروج الخضراء والجبال الشاهقة، عندما رأى علية في الهودج تضاءل أمامه كل جمال.
بالطبع لم تكن (علية - المثال الأعلى للجمال في عقل (جحا) - من كانت بالهودج، ولكن يخلع كل جمال يراه على حلمه القديم الذي يعيش فيه بخياله وعقله، ومن كانت بالهودج هي (ورد خان) ابنة السلطان الجميلة، التي لم يعرفها إلا من خلال صورة (علية) المثالية، وعندما تدور الأحداث في عمر (جحا) ويسمع عنه السلطان ويقربه إليه، ويعرض عليه أن يكون وزيرا له، فيعتذر (جحا) بحجة وجيهة، بأن الحق عنده باطل عند أكثر الناس، والعدل عنده جور في مذهبهم، ولا يستطيع أن يقلب معايير القيم لا عنده ولا عندهم ليصلح لحكمهم! وتلك حكمة سياسية عن أهمية القيم المشتركة، التي توحد الناس حول طريقة ومظلة اجتماعية متفق عليها من كل أطياف المجتمع، حتى يعيش في سلام أهلى واجتماعى. بينما يرى (جحا) أن الناس في عهده لا تعرف إلا القوة والقسوة. أما (جحا) فيرى أن دوره في أن يعلمهم، ويحرك قلوبهم، ويفتح عقولهم، ويهذب نفوسهم، حتى يستقيم الحكم، ويستعد الناس لتحمل أمانة السلام والكرامة والعدل، من غير عنف ولا قهر! فلا يكونوا فرائس تتخذ طعاما، ولا مفترسين يتخذون من غيرهم طعاما.. فكل الأمور بالتعليم والصبر! أما الإشراقة الكبرى التي أنتجتها قريحة (جحا) عندما فوجئ بعرض السلطان، بأن يكافئه ويقربه منه، بالزواج من ابنته (وردخان) التي لا تفارق خياله، فكانت هذه المفاجأة هي الحد الذي يفرق بين الأحلام والحقائق، وأدرك أن (ورد خان) ما هي إلا تجسيد لخياله عن (علية) حبه الموؤود في شبابه، وأن كليهما لا وجود له في الواقع، بينما تلميذته (نجوى) قطعة من الحياة أمام عينيه، فهى فتاة ساذجة ليس حولها بريق ولا زخرف، ولكنه يقول: أحدثها فتدرك.. وأحس بها فتستجيب! وهذا كشف (جحا)، فالحب لا يخرج عن الإدراك العقلى والإحساس الشعورى، عندما يتجسد في الواقع لا الحلم والخيال، وربما يكون جحا من المتصوفة الذين يرون أن المعنى يكمن في جدلية الوجود والوعي، أي في التجربة في العلاقة بين الذات والموضوع، فهذه العلاقة هي حافز المعنى، الذي ينتجه كل فرد لحياته! فلا يوجد معنى مستقل عن التجربة الذاتية. فلم تكن (ريمه) سبب شقاء جحا بينما الحقيقة أن (علية) ربة الجمال المثالى والحب المستحيل، هي سر اضطرابه بانفصاله عن الواقع، فرحمة الله عليك يا (علية)، وراحته مع (نجوى) التي أمامه وليست خيالا على قمة الجبال.
نشرت صحيفة الرياض السعودية في 27 فبراير 2016 مقالة تحت عنوان «جُحا في القصص والنوادر الشعبية: شخصية ساخرة تتحرر من القيود التي تمنعها من مواجهة الحقائق» جاء فيها: «لا أعلم شخصية تراثية فكاهية اتفق الجميع منذ الأزمنة البعيدة وحتى وقتنا الحاضر سوى شخصية جحا من حيث التندر بها والفكاهة والسخرية وقصص الخداع والاحتيال والمكر وحسن التخلص من المآزق والتغابي»، وتابعت الصحيفة قائلة: «وللأستاذ الكاتب المصري محمد فريد أبو حديد كتاب أطلق عليه آلام جحا استقى كتابه من تراث جحا القديم وما عاناه من مجتمعه من سخرية وهزء فصورها في كتابه هذا.»
كتب عماد درغام، على موقع مركز الدراسات والابحاث العلمانية في العالم العربي، عن دراسة الدكتور شفيع السيد بعنوان: (اتجاهات الرواية المصرية منذ الحرب العالمية الثانية إلى سنة 1967)، ويتناول في الفصل الثاني من هذه الدراسة الذي يحمل عنوان (الرواية الأسطورية) من خلال روايتي «أحلام شهرزاد» لطه حسين، و«آلام جحا» لمحمد فريد أبو حديد. حيث كتب: «في الرواية الثانية» آلام جحا«يذكر الكاتب بأن محمد فريد أبو حديد لم يصب كثيرًا من التوفيق في استخدام القالب الأسطوري في روايته، فإلي جانب تباين الصورتين اللتين ظهر فيهما جحا في قسميها كان القسم الأول مفككا من داخله؛ إذ اكتفي في بناء جحا ورسم معالم شخصيته علي مجموعة من النوادر والأقوال المأثورة في التراث الشعبي دون أن يُضفي عليها طابع التماسك والترابط، ثم إنه لم ينفذ هذا الإطار إلي ما يضطرب به الحاضر من مشكلات وآلام علي نحو ما فعل الدكتور طه حسين».
جاء في كتاب «جحا العربي» للدكتور محمد رجب النجار (صفحة 230): «في مجال التأليف الروائى يأتى الأستاذ محمد فريد أبو حديد في مقدمة كتابنا الذين استلهموا النموذج الجحوي (بفلسفته المميزة. وأسلوبه الخاص في الحياة والتعبير) وعرف كيف يستفيد من هذا المأثور الجحوي في معالجة كثير من القضايا المعاصرة»، يتابع الكاتب متحدثاً عن لقاء جمع بينه وبين محمد فريد أبو حديد ليحدثه عن «آلام جحا» وكتب: «تطرق حديثنا إلى هذا الكتاب، وكان مما جاء فيه إن جحا هو أنا، هو أبو حديد نفسه بعدما تعرض لاضطهاد بعض الجهات قبيل الثورة، لم يشأ أن يسميها لي»، وكتب ما قاله أبو حديد: «تصور!؛ بعد هذا العمر الطويل من خدمة الثقافة والفكر والأدب.. المهم لم أتمكن وقتها - في منتصف الأربعينات - من التعبير المباشر عن هذه الأزمة.. لكنني على كل حال لن اعدم وسيلة من وسائل التعبير.. تعرف أن التهكم والسخر سلاحنا في الأزمات.. تذكرت جحا، تخيلته حيا يعيش بيننا يسبح في أرجاء هذا الوطن: يتأمل وينقد ويحتج ويصرخ ويثور .. تداعت نوادره إلى ذهني نبتت فكرة الكتاب .. جحا كان حكيما وفيلسوفا عظيما .. أليس غريبا ألا يفسح له وطنه (ماهوش مكانا فيه؟ فاضطر للرحيل إلى» جامبولاد«ثم إلى» أردبيل«... ولا أدري أين سيرحل بعد ذلك. المهم أن يعود.» وسكت - رحمه الله - برهة، ثم قال: «ترى هل مبررات الرحيل لا تزال قائمة؟ لكنه عاد فبادرني فجأة بقوله. المهم ألا ينسى وطنه مصر. فقلت: تقصد» ماهوش«؟ فضحك كثيرا. ثم قال: بل مصر الملك. مصر الإقطاع. مصر الاحتلال. مصر الطبقات. مصر القضاء والعدالة والأمن، مصر الفكر والثقافة مصر الفن والأدب. مصر العلم والتعليم .. باختصار مصر التي نريدها نموذجا ومثالا .. أليس هذا موضوع الكتاب؟ صحيح أن» ماهوش«أو» جامبولاد«أو» أردبيل«تنتمي جغرافيا إلى تركيا لكنها تنتمي اجتماعيا وسياسيا وثقافيا. ليس إلى مصر وحدها بل إلى الوطن العربي كله.» ويواصل الكاتب قائلاً: «والحق أن القارئ العربي للرواية لن يخفى عليه شيء من هذا أبدا لسبب بسيط أن الرواية جاءت نقدا فنيا مريرا للحياة الاجتماعية والسياسية والأدبية والفنية والفكرية في مصر والوطن العربي وذلك في إطار رائّع. عرف أبو حديد كيف يوظف - خلاله - المئات من النوادر والحكايات الجحوية، وأن يجمع بينها في نسيج فني متلاحم، ليبلور من خلاله رؤيته وآراءه. على لسان النموذج الجحوي الذي كان يقطر سخرية وألما. ومن الطريف إن بعض المترددين عليه سألوه، في حينه، أين ماهموش؟ جامبولاد؟ أردبيل؟ فكان يجيبهم ساخرا: اسألوا مدرس الجغرافيا.. لتقع في أي مكان من خريطة العالم ما دامت تؤدي دورها في التعبير عن مصر.. وهذا صحيح. مهما توسل أبو حديد بالنموذج التركي .. أو توارى وراء التاريخ التركي وبعض البلاد التركية؛» أو لم يكن جحا العربي. في وجه من وجوهه رمزا تركيا؟«هكذا قال لي بل أن النوادر والحكايات التي توسل بها بعد» تتريكه«لها، تكشف عن وجهها العربي والمصري في غير لبس أو غموض. ومما هو جدير بالذكر أن أبا حديد رحمه الله. لم يخف إعجابه الشديد بهذه الرواية، ويراها أقرب إلى نفسه من كل ما كتب، وأنه وضع فيها، على لسان جحا، عصارة فكره. وخلاصة تجريته، وآرائه في الحياة والأحياء. وأكد هذا مرارا وتكرارا حتى بعد حصوله على جائزة الدولة التقديرية عام 1964 عن كتابه» الوعاء المرمري«فلقد سئل: لو خيرت في انتقاء كتاب من كتبك الكثيرة لتنال عنه جائزة، فأي كتاب تختاره ويأتي الجواب هادئا سمحا ذكيا، كعادته،:» لو سلمت معك بأنه من الممكن أن أختار كتابا من مجموعة كتبي.. فإني .. نزولا على رغبتكم، اخص بالذكر كتابا كان من أقل كتبي رواجا هو «آلام جحا».

## وصلات خارجية
https://www.hindawi.org/books/49603746/ آلام جحا (رواية)
https://www.youtube.com/watch?v=vuHDxlGTIwI آلام جحا (رواية)
https://www.youtube.com/watch?v=lZHXtb4QflM آلام جحا (رواية)
https://www.youtube.com/watch?v=7gNpoJJdYCk آلام جحا (رواية)